# Palaquium hansenii
Palaquium hansenii là một loài thực vật có hoa trong họ Hồng xiêm. Loài này được Chantaranothai mô tả khoa học đầu tiên năm 1998.